# Colorado-Big-Thompson-Projekt

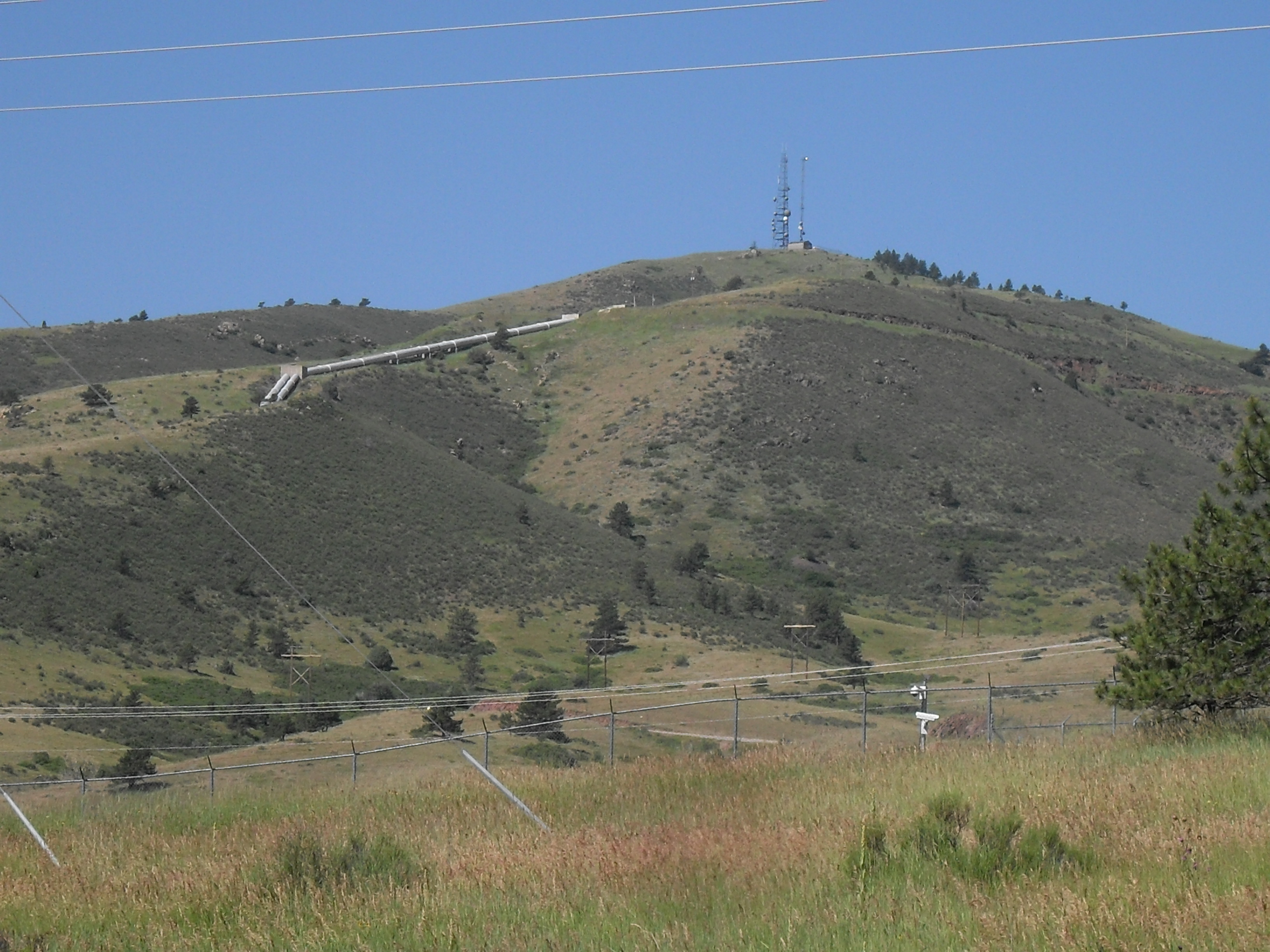
Druckrohre des Flatiron-Wasserkraftwerks (Larimer County)

Das Colorado-Big-Thompson-Projekt ist eines der größten und kompliziertesten Projekte zur Nutzung natürlicher Ressourcen durch das United States Bureau of Reclamation. Es besteht aus mehr als 120 Wasserläufen und 60 Staubecken, die eingebunden sind in ein Wasserleitungssystem, das jährlich ca. 320.000.000 m³ (260.000 acre-feet) Wasser vom Colorado River auf der Westseite der Kontinentalscheide speichert, reguliert und zum Big Thompson River, einem Nebenfluss des South Platte River, auf der Ostseite der Rocky Mountains leitet. Ursprünglich als Bewässerungssystem für die Landwirtschaft gebaut, liefert es heute auch Wasser in die rasch wachsenden Städte Fort Collins, Loveland, Longmont, Boulder und Greeley an der Ostseite der Rocky Mountains. Insgesamt elf Kommunen erhalten Wasser für den privaten wie industriellen Verbrauch. Außerdem dient es zur Gewinnung von Elektrizität, zur Schaffung neuer Naherholungsgebiete und für seine eigentliche Bestimmung, die Bewässerung von ca. 291.600 ha (720.000 acres) landwirtschaftlicher Fläche.

## Geschichte
Im Jahre 1870, noch vor der Gründung des Bundesstaates Colorado, wurde in Greeley die Union Colony mit 2.000 Mitgliedern gegründet. Das war der Beginn gemeinschaftlicher Bewässerung im Tal des South Platte River und der Anfang einer Ära, in der Bewässerung für die Entwicklung Nordost-Colorados von großer Bedeutung war.
Die Union Colony begann mit dem Bau von Bewässerungsgräben, die vom South Platte River aus 4860 ha Land bewässerten. Als um 1900 die Kapazität der Flüsse ausgeschöpft war, begann man Staubecken zu bauen, um die jährlichen Frühlingshochwasser auffangen zu können. Um 1910 hatte man überall dort Staubecken angelegt, wo sie kostengünstig gebaut werden konnten. Die einzige Möglichkeit, das System noch zu erweitern, war die kostenintensive Umleitung von Wasser durch das Gebirge.
Während dieser Jahre stieg aufgrund der wachsenden Bevölkerung die Nachfrage nach landwirtschaftlichen Produkten. Der Trend, das Bewässerungssystem besonders in Jahren mit hohem oder normalem Wasseraufkommen immer mehr zu erweitern, führte in Jahren mit niedrigem Wasserstand zu Problemen in Gegenden, die völlig von der Bewässerung abhängig waren.
Die Idee, Wasser von der Westseite der Rocky Mountains auf die Ostseite umzuleiten, existierte seit 1889, als die Legislative von Colorado die Möglichkeit eines solchen Projektes untersuchen ließ. Im Jahre 1922 wurde der Colorado River Compact unterzeichnet, der die Aufteilung des Wassers zwischen den Anliegern des Ober- und des Unterlaufs des Flusses regelte. Später stellte der Boulder Canyon Act die Geldmittel zwecks Feststellung, wie viel Land im Colorado-Becken bewässert werden könnte, zur Verfügung. Ein Plan wurde aufgestellt, wonach Wasser vom Colorado nach Nordost-Colorado umgeleitet werden konnte, wo es reichlich gutes Ackerland gab, das jedoch wegen des Wassermangels nicht bebaut werden konnte. Die Staaten am Oberlauf schlossen 1948 einen Vertrag zur Aufteilung des Wassers, das ihnen nach dem Vertrag von 1922 zustand.
Im November 1938 begann man mit dem Bau des Green-Mountain-Dammes, des ersten Bauwerks für das Colorado-Big-Thompson-Projekt. Das Green-Mountain-Wasserkraftwerk ging im Mai 1943 als erstes Elektrizitätswerk des Projektes ans Netz. Im Sommer 1940 wurde mit dem Bauarbeiten am Alva-B.-Adams-Tunnel und 1941 am Granby-Damm begonnen. Während des Zweiten Weltkrieges wurden die Arbeiten für das Projekt stark eingeschränkt. Sie hörten jedoch nie ganz auf und wurden nach dem Krieg mit großer Energie weitergeführt. Im Jahre 1956 waren die Hauptbauwerke des Colorado-Big-Thompson-Projektes einsatzbereit – bis auf das Big-Thompson-Elektrizitätswerk, das 1959 fertiggestellt wurde.

## Das System

### Green-Mountain-Reservoir
Um Bewässerung und Elektrizitätsgewinnung trotz älterer Wasserrechte am Colorado sicherzustellen, wurde das Green-Mountain-Reservoir gebaut. Der Green-Mountain-Damm, ein 94 m hoher Erddamm, mit einer Kronenlänge von 350 m und einem Volumen von 3.3 Mill. m³, staut den Blue River, einen Nebenfluss des Colorado, 21 km südöstlich von Kremmling. Hier wird das Frühlingshochwasser gespeichert, um es später in den Colorado leiten zu können und dadurch das ganze Jahr über Wasser für das Projekt zur Verfügung zu haben. Das Speicherbecken hat eine Gesamtkapazität von 189,5 Mill. m³ (153,639 acre-feet).

### Lake Granby
Der Hauptwasserspeicher auf der Westseite ist der Lake Granby. Der Granby-Damm staut den Colorado River ca. 9 km nordöstlich von Granby. Der Damm wurde als verdichteter Erddamm mit 91 m Höhe, einer Kronenlänge von 262 m und einem Gesamtvolumen von rund 2.3 Mill. m³ gebaut. Zusatzdeiche mit einer Gesamtlänge von 3.878 m geben dem Reservoir eine Fassungsvermögen von 665.8 Mill. m³.

### Willow-Creek-Reservoir
Der Willow Creek, ein Nebenfluss des Colorado, der unterhalb des Lake Granby liegt, wird durch den Willow-Creek-Damm (39 m hoch, 335 m lang) zum Willow Creek Reservoir mit einem Fassungsvermögen von 13 Mill. m³ aufgestaut. Durch einen Kanal wird das Wasser (ca. 49 Mill. m³ / Jahr) zur Willow-Creek-Pumpstation geleitet, die es um ca. 53 m anhebt. Es fließt dann ebenfalls in den Lake Granby.
Die Granby-Pumpstation hebt das Wasser vom Lake Granby zum Granby-Pump-Kanal, der es 3 km nordwärts zum Shadow Mountain Lake transportiert. Die Pumpstation hat 3 Zentrifugalpumpen mit einer Gesamtleistung von 17 m³/s. bei einer Pumphöhe von 56,5 m. Die Pumphöhe schwankt zwischen 26 m und 56,5 m, je nach dem Wasserstand des Lake Granby.

### Shadow Mountain Lake
Der Shadow Mountain Lake wird gebildet durch den Shadow-Mountain-Damm, der den Colorado an der Westgrenze des Rocky-Mountain-Nationalparks südlich des Grand Lake staut. Der Shadow-Mountain-Damm ist ein Erddamm, der 19 m hoch und 938 m lang ist. Der Shadow Mountain Lake hat ein Fassungsvermögen von 22.7 Mill. m³ und ist mit dem Grand Lake durch einen Kanal verbunden.

### Alva-B.-Adams-Tunnel
Vom Ostufer des Grand Lake führt der Alva-B.-Adams-Tunnel nordöstlich unter dem Nationalpark hindurch zur Ostseite der Kontinentalscheide. Er mündet ca. 7 km südwestlich vom Estes-Park. Der Tunnel hat einen Durchmesser von 3 m, ist 21 km lang und verfügt über eine Kapazität von 15,7 m³/s.
Aus dem Alva-B.-Adams-Tunnel strömt das Wasser in das East-Portal-Reservoir und durchquert dann in einem Düker das Tal des Aspen Creek. Ein Tunnel leitet es unter dem Rams Horn Mountain hindurch zu einer stählernen Druckleitung, in der es 62,5 m tief zum Marys-Lake-Elektrizitätswerk fällt, das sich am Westufer des Marys Lake befindet.

### Marys Lake
Der ursprüngliche See wurde durch Eindeichungen vergrößert, um genügend Speicherkapazität für einen gleichmäßigen Durchfluss zu erhalten. Vom Marys Lake wird das Wasser durch das Drucksystem der Prospect-Mountain-Wasserleitung und des Prospect-Mountain-Tunnels zum Elektrizitätswerk am Ufer des Lake Estes transportiert. Dabei fällt es um 147 m. Das Estes-Wasserkraftwerk erzeugt mit seinen 3 Generatoreinheiten eine durchschnittliche Leistung von 45.000 kW.

### Lake Estes
Der Lake Estes (Gesamtkapazität ca. 3,8 Mill. m³) entstand durch den Olympus-Damm (21 m hoch mit einer Kronenlänge von 595 m), der den Big Thompson River aufstaut. Die Speicherkapazitäten im Marys Lake und im Lake Estes ermöglichen es dem Estes-Wasserkraftwerk, seine Leistung dem im Tagesverlauf wechselnden Energieverbrauch anzupassen.

### Flatiron-Reservoir

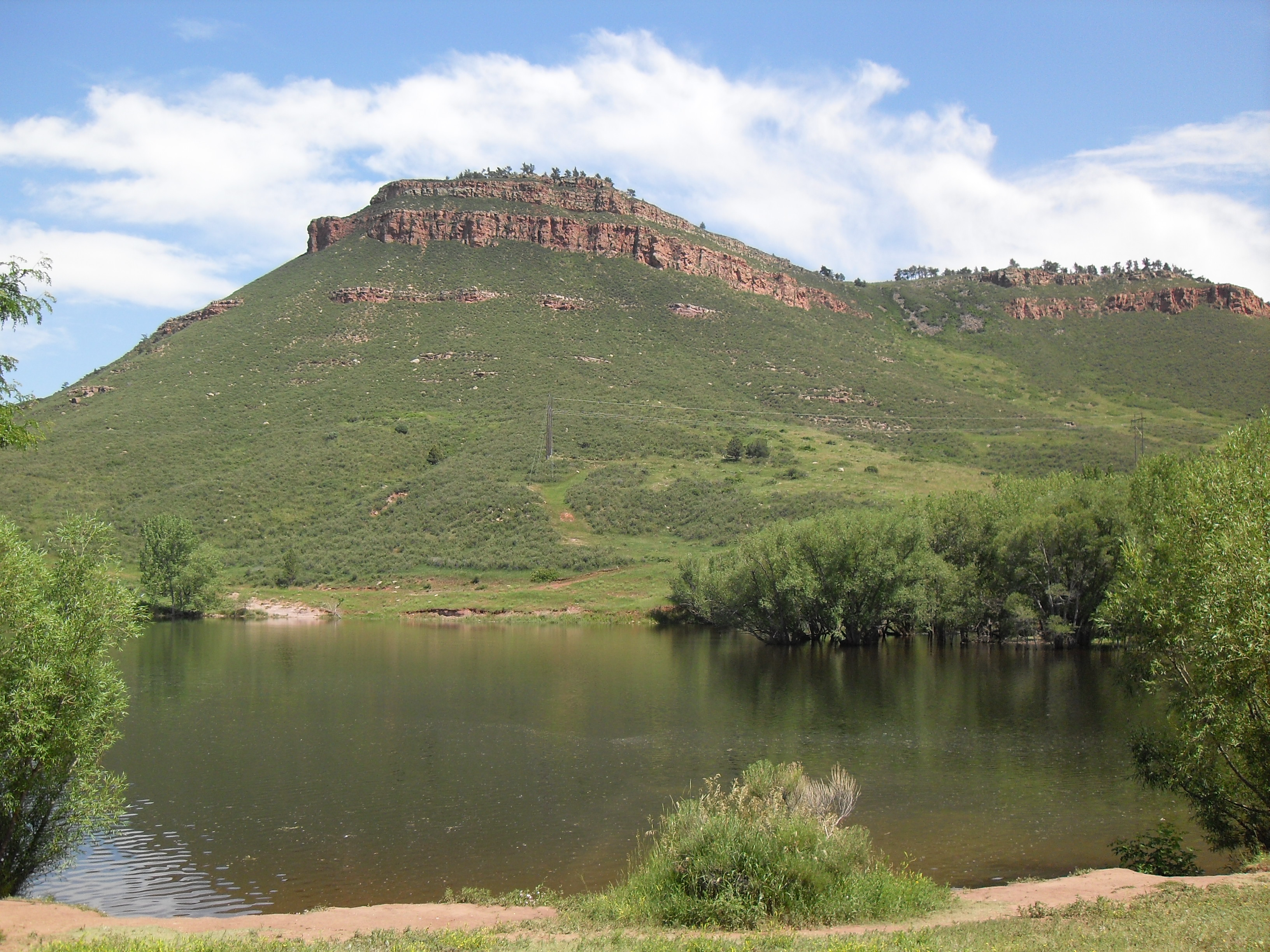
Flatiron Reservoir nahe Lake Carter(Larimer County)

Wasser vom Lake Estes und bisweilen auftretendes Hochwasser des Big Thompson River wird nach Süden durch den Olympus-Düker und -Tunnel und den Pole-Hill-Tunnel und -Kanal zu einem Druckrohr transportiert, das es 248 m zum Pole-Hill-Elektrizitätswerk (ca. 33.250 kW Durchschnittsleistung) fallen lässt. Aus dem Pole-Hill-Nachspeicherbecken fließt das Wasser durch den Rattlesnake-Tunnel in den Pinewood Lake. Der Bald-Mountain-Drucktunnel leitet das Wasser in 2 Druckrohre, durch die es 321,5 m zum Flatiron-Elektrizitätswerk herunterstürzt und in das Flatiron-Reservoir fließt. Das Kraftwerk erzeugt eine durchschnittliche Leistung von 71.500 kW. Es hat zwei Hauptgeneratoren und eine 13.000-PS-Umkehrpumpe, die Wasser vom Flatiron-Reservoir auf eine Höhe von 61 bis 91,5 m (je nach Wasserstand im Carter Lake) hebt und es durch eine 2,25 km lange Druckleitung und einen Tunnel in den Carter Lake leitet. Sie hat eine Maximalleistung von 10,5 m³/s, und wird mit überschüssiger Energie der Hauptgeneratoren betrieben. In Spitzenbedarfszeiten wird die Strömungsrichtung umgekehrt. Die Pumpe arbeitet dann als Turbinen-Generator und produziert elektrische Energie (8.500 kW).
Auch beim Flatiron-Elektrizitätswerk ermöglichen Vor- und Nachspeicherung einen bedarfsangepassten Betrieb.

### Carter Lake

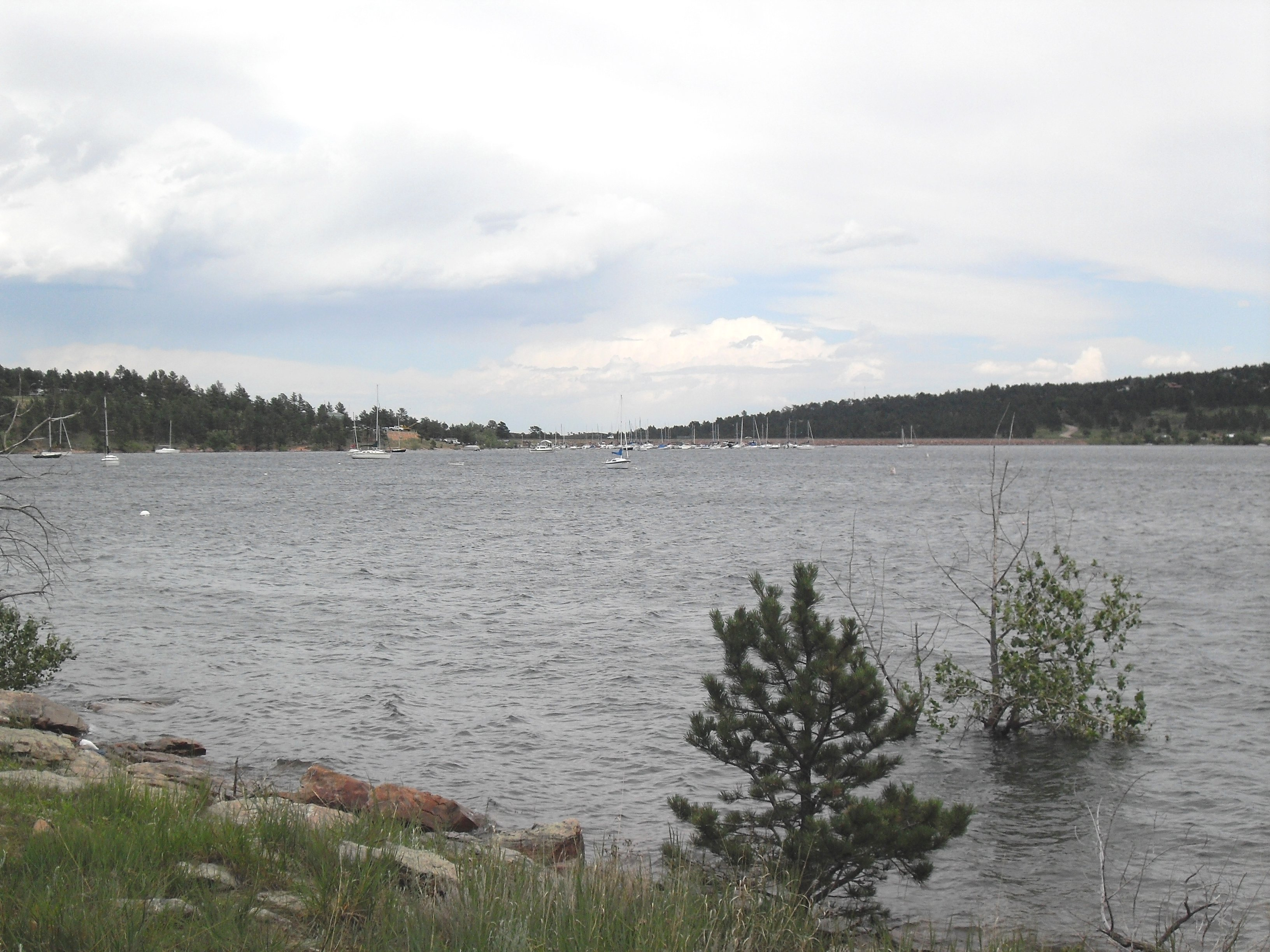
Carter Lake

Der Carter Lake wurde in einer Höhe von 1.750 m über Meereshöhe in einem natürlichen Becken in den Foothills durch einen 65 m hohen Erdamm und zwei kleinere Deiche geschaffen. Er hat ein Fassungsvermögen von 138,4 Mill. m³.
An seiner tiefsten Stelle ist er ca. 55 m tief. Das im Carter Lake gesammelte Wasser dient der Bewässerung. Der St.-Vrain-Versorgungstunnel führt vom Carter Lake südwärts zum St. Vrain Creek bei Lyons, dem er ca. 16 m³ Wasser pro Sekunde zuleitet, der Little Thompson River erhält 17,5 m³/s. Kurz vor dem Ende des St.-Vrain-Versorgungstunnels beginnt der Boulder-Creek-Vorsorgungskanal, der eine durchschnittliche Wassermenge von 5,5 m³/s. transportiert. Er mündet 25 km weiter südöstlich in der Nähe von Boulder in den Boulder Creek.

### Boulder-Reservoir
Am unteren Ende des Kanals baute die Stadt Boulder das Boulder-Reservoir. Es dient der Speicherung und Wasserregulierung. Der ca. 52 km lange South-Platte-Versorgungskanal bringt Wasser vom Boulder Creek nach Nordosten zum South Platte River.

### Horsetooth-Reservoir
Am Flatiron-Reservoir teilt sich das System. In einem anderen Zweig fließt das Wasser nach Norden durch den Charles-Hansen-Feeder-Kanal mit natürlichem Gefälle zum Horsetooth-Reservoir und zum Big Thompson River. Der Kanal liefert 26 m³/s. zum Big Thompson River und 15,5 m³/s. zum Horsetooth-Reservoir. Das Big-Thompson-Wasserkraftwerk liegt rund 14,5 km westlich von Loveland am Big Thompson River. Es hat eine Leistung von 4.500 kW. Wasser, das den Bedarf des Big-Thompson-Tales übersteigt, wird im Horsetooth-Reservoir gespeichert. Es liegt westlich von Fort Collins zwischen zwei Bergrücken. Mit einem Fassungsvermögen von rund 187 Mill. m³ bildet es die Hauptversorgung für das Poudre-Tal, wo 50 % des Wassers des Colorado-Big-Thompson-Projektes verbraucht werden. Der Stausee ist 10,5 km lang und wird durch große Erddämme gebildet. Der Horsetooth-Damm schließt das nördliche Ende des Tales. Soldier-Canyon-Damm, Dixon-Canyon-Damm, Spring-Canyon-Damm und Satanka-Deich schließen die verbleibenden Lücken in den Hogback Ridge.
Ein Ablauf am Horsetooth-Damm entlässt sein Wasser in den Charles-Hansen-Kanal, der einen Durchfluss von maximal 42,5 m³/s hat und gebaut wurde, um Wasser nach Norden zum Cache la Poudre River zu transportieren. Durch eine Reihe kleinerer Kanäle wird das Wasser im Poudre-Tal verteilt. Auch das städtische Wasserwerk in Greeley wird von hier aus beliefert.
Ein Abfluss am Soldier-Canyon-Damm liefert Wasser zur Colorado State University bei Fort Collins, zum Dixon-Feeder-Kanal, der zur Landbewässerung dient, nach Fort Collins und in ländliche Gebiete.
Cache la Poudre, Big Thompson River, Little Thompson River, St. Vrain Creek und Boulder Creek sind Nebenflüsse des South Platte River, durch die das Wasser, das von den Westhängen der Rocky Mountains herübertransportiert wurde, in das South-Platte-River-System eingespeist wird. Dieses zusätzliche Wasser wird für die Kultivierung fruchtbaren Landes im South-Platte-River-Tal verwendet.

## Betreiber
Das United States Bureau of Reclamation betreibt alle Einrichtungen des Colorado-Big-Thomson-Projektes, die sich auf der Westseite der Rocky Mountains befinden, und die Einrichtungen auf der Ostseite bis einschließlich Carter Lake und Horsetooth-Reservoir, einschließlich Energieerzeugung, sowie Transport und Speicherung des Wassers. Die Teile des Projektes, die unterhalb von Carter Lake und Horsetooth-Reservoir liegen, werden vom Northern Colorado Water Conservancy District unterhalten und betrieben.

## Durch das Projekt erbrachte Leistungen

### Bewässerung
Das Colorado-Big-Thompson-Projekt unterstützt die Landwirtschaft in Nordost-Colorado. In den meisten Jahren wird es nur gegen Ende des Sommers zur Bewässerung genutzt. In trockenen Jahren ist es jedoch entscheidend für das wirtschaftliche Überleben der Farmer.
Hauptanbauprodukte in diesem Gebiet sind Zuckerrüben, Kartoffeln, Bohnen, Mais, Luzerne, Obst und Gemüse. Weitere landwirtschaftliche Erzeugnisse sind Geflügel, Eier und Molkereiprodukte. Außerdem werden Lämmer, Schweine und Rinder mit den Nebenprodukten der Zuckerrübenverarbeitung gemästet.

### Industrie und kommunaler Verbrauch
Die Versorgung der Kommunen ist ein wichtiger Aspekt bei der Verteilung des Wassers. Ursprünglich erhielten 9 Gemeinden zusammen 55,5 Mill. m³ Wasser. Heute werden 11 Gemeinden teilweise oder sogar ganz vom Projekt mit Wasser beliefert. Wegen des steigenden Verbrauches in den Städten wird mittlerweile auch für die Bewässerung vorgesehenes Wasser an die Haushalte geliefert. Die ständige Verfügbarkeit von Wasser macht diese Gegend attraktiv für die verschiedensten Industriebetriebe mit ihrem hohen Verbrauch.

### Naherholung
Rund 2 Millionen Menschen besuchen jährlich die künstlichen Seen. Man kann hier angeln, Motorboot fahren, segeln, schwimmen, zelten und wandern. Forellen, Lachse, Barsche und Zander gehören zu den Fischen, die in diesen kalten klaren Gewässern leben. Im Winter sind Eisfischen und Snowmobilfahren die beliebtesten Sportarten.

### Elektrizität
Vom Ostausgang des Alva-B.-Adams-Tunnels bis zu den Foothills fällt das Wasser um ca. 850 m. Nahezu jeder Meter davon wird zur Erzeugung elektrischer Energie genutzt. Insgesamt werden 760 Mill. kWh erzeugt, von denen 70 Mill. kWh für den Betrieb des Projektes (Pumpen etc.) verbraucht werden. Die restlichen 690 Mill. kWh gehen an Verbraucher in Nord-Colorado, Ost-Wyoming und West-Nebraska. Die vom Projekt erzeugte Elektrizität wird vom DOE vermarktet.